# Vesna Dekleva
Vesna Dekleva Paoli, slovenska jadralka, * 6. april 1975, Koper.
Dekleva je za Slovenijo je nastopila na Poletnih olimpijskih igrah 1996 v Atlanti, Poletnih olimpijskih igrah 2004 v Atenah in Poletnih olimpijskih igrah 2008 v Pekingu.
V Atlanti je v enosedežni jadrnici osvojila 18. mesto. Na igrah 2004 in 2008 je jadrala s Klaro Maučec. Leta 2004 sta osvojili 4., v Pekingu pa sta končali na 13. mestu